# Японско изобразително изкуство
Японското изобразително изкуство е с корени от около 3 век пр.н.е., когато се появяват изображения с битови и други сюжети върху бронзови изделия (дотаку) и огледала.
През 3 – 5 век се създават погребални глинени статуетки ханива – изображения на хора и животни. От 4 век се развива изкуство, свързано с Будизма – монументални култови статуи и стенописи. То процъфтява през 9 – 11 век. През 8 – 11 век се развива живописната школа ямато-е – пейзажи и сцени из живота на аристокрацията, появяват се анималистичната и сатиричната живопис (9 – 12 век) и реалистичният портрет. От 14 век китайското изкуство с туш влияе върху японската живопис. През 17 – 19 век се формира демократичната художествена школа укийо-е със сюжети из градския бит, фигури на танцьорки, театрални сцени и др. Работи се предимно цветна гравюра на дърво. Видни представители на школата укийо-е са художниците Кийонобу, Утамаро, Хокусай и др. От края на 19 век се възприемат европейски живописни жанрове. Маслената живопис се развива в 2 насоки:
- национална – нихонга;
- западноевропейска – йога.

През 20 век се разпространяват някои формалистични течения, формира се и реалистично напревление с революционна тематика в графиката, живописта и скулптурата. Прогресивни художници в духа на народните традиции са Сьори, Маруки, а на западноевропейските – Акамацу, Тошицугу, Фумио.
Декоративно-битовото изкуство достига голям разцвет: художествена обработка на метал, лакови изделия, керамика и порцелан, миниатюрна дърворезба, резба на кост, художествени тъкани и др. (от края на 17 век).